# Epigastro
Epigastro ou epigástrio é um das nove divisões da anatomia de superfície da parede  abdominal.
Localiza-se acima da cintura, até o limite do diafragma, na parte média superior da parede abdominal. Está entre o hipocôndrio direito e o hipocôndrio esquerdo, delimitado pelas linhas hemi-claviculares de cada lado.
O principal órgão que se encontra sob esta região é o estômago. Doenças que afetam o estômago, pâncreas ou vias biliares podem causar dor no epigástrio.

## Outras regiões da parede do abdômen

Linhas superficiais da frente do tórax e abdômen.

- Hipocôndrio direito
- Hipocôndrio esquerdo
- Flanco direito
- Flanco esquerdo
- Mesogástrio
- Fossa ilíaca direita
- Fossa ilíaca esquerda
- Hipogástrio